# Zankoku na tensi no These
A Zankoku na tensi no These (残酷な天使のテーゼ; Zankoku na tensi no Téze; Hepburn: Zankoku na tenshi no These / Zankoku na tenshi no Tēze, ’Egy kegyetlen angyal tézise’) vagy hivatalos angol nyelvű címén az A Cruel Angel’s Thesis Takahasi Jóko japán énekesnő tizenegyedik kislemeze, amely 1995. október 25-én jelent meg a King Records kiadónál. A dal elsősorban, mint a Neon Genesis Evangelion című animesorozat főcímdalaként ismert.
A dal 1995. október 25-én Claire Littley Fly Me to the Moon című számával egybecsomagolva is megjelent. Ezt a verziót 2003-ban a Neon Genesis Evangelion sorozat tizedik évfordulója alkalmából ismét kiadták. A lemeznek 2009-ben egy újabb változata is megjelent.
A kiadvány ugyan csak a huszonhetedik helyet érte el az Oricon kislemezlistáján, ám huszonkét héten keresztül szerepelt rajta. A dal truetone változatát több, mint egymillióan vásárolták meg, Csaku-uta Full verziója tripla platina (750 000 eladott példány) státuszt, míg a PC-s letöltésekkel platina (250 000 eladott példány) minősítést ért el. A 2009-es verzió legmagasabb pozíciója a huszonkettedik hely volt az Oriconon, ám a Csaku-uta Full változata arany (100 000 eladott példány) minősítést ért el.
A dal a Rebuild of Evangelion filmsorozatnak köszönhetően 15 évvel a megjelenése után ismét nagy népszerűségnek örvend; a 2008-as évben a hetedik, 2009-ben a nyolcadik, 2010-ben a harmadik, míg 2011-ben a legtöbb jogdíjat hozó zeneszám lett Japánban.

## Számlista
Eredeti kiadás
Az összes szám előadója Takahasi Jóko, az összes dalszöveg szerzője Oikava Neko. A dalok szerzője: Szató Hidetosi (1, 3) és Ómori Tosijuki (2, 4).
| 1. | Zankoku na tensi no These (残酷な天使のテーゼ, ’Egy kegyetlen angyal tézise’) | 4:03 |
| 2. | Cuki no meikjú (月の迷宮, ’A Hold labirintusa’)                               | 5:42 |
| 3. | Zankoku na tensi no These (Original Karaoke)                                  | 4:03 |
| 4. | Cuki no meikjú (Original Karaoke)                                             | 5:42 |

Zankoku na tensi no These/Fly Me to the Moon
| 1. | Zankoku na tensi no These (残酷な天使のテーゼ, ’Egy kegyetlen angyal tézise’) (Takahasi Jóko) | 4:03 |
| 2. | Fly Me to the Moon (Claire Littley)                                                           | 4:31 |

Zankoku na tensi no These/Fly Me to the Moon (10-súnen rinjúaru-ban)
| 1. | Zankoku na tensi no These (残酷な天使のテーゼ, ’Egy kegyetlen angyal tézise’) (Takahasi Jóko) | 4:03 |
| 2. | Fly Me to the Moon (Claire Littley)                                                           | 4:32 |
| 3. | Zankoku na tensi no These (Off Vocal Version)                                                 | 4:03 |
| 4. | Fly Me to the Moon (Off Vocal Version)                                                        | 4:32 |
| 5. | Zankoku na tensi no These (Director’s Edit. Version) (Takahasi Jóko)                          | 4:03 |

Zankoku na tensi no These 2009 Version
| 1. | Zankoku na tensi no These 2009 Version (残酷な天使のテーゼ 2009 VERSION, ’Egy kegyetlen angyal tézise’) | 4:26 |
| 2. | Fly Me to the Moon 2009 Version                                                                         | 4:32 |
| 3. | One Little Wish                                                                                         | 5:00 |
| 4. | Zankoku na tensi no These 2009 Version (Off Vocal)                                                      | 4:26 |
| 5. | Fly Me to the Moon 2009 Version (Off Vocal)                                                             | 4:32 |
| 6. | One Little Wish (Off Vocal)                                                                             | 5:01 |

## Feldolgozások
Az alábbi előadók dolgozták fel hivatalosan a számot:
- Arlie Ray[15]
- I’iwi
- Anipunk[16]
- Animetal[17]
- Animetal USA
- Hajasibara Megumi[18]
- Angela
- Ogata Megumi[19]
- Isikava Csiaki
- Isida Jóko
- Isze Marija
- Itó Sizuka[20]
- Inoue Kikuko[21]
- Ivao Dzsunko[22]
- Okui Maszami[23]
- Kojama Cujosi
- Kató Emiri
- Kavai Eri[24]
- Kurija Makoto[25]
- Glay
- Simokava Mikuni[26]
- Szugi-csan & Teppei
- Szuzuki Csihiro
- Takizava Nonami[27]
- Tamaki Nami
- Tamura Naomi
- Tokyo Brass Style
- Nakagava Sóko[28]
- Flow
- Heavy Hitter Final
- MAX[29]
- Macunaga Takasi
- Mizuki Nana
- MIQ
- Miriam Yeung
- Mijano Mamoru
- MUH[30]
- Move[31]
- Jonekura Csihiro[32]
- Shake